# Tyler Cook
Tyler Cook (St. Louis, Missouri, 23 de setembre de 1997) és un jugador de bàsquet estatunidenc que pertany a la plantilla del Club Joventut Badalona de la lliga ACB. Amb 2,03 metres d'alçada ocupa la posició d'aler pivot.

## Carrera esportiva
Va jugar tres temporades amb els Hawkeyes de la Universitat de Iowa, en les quals va fer una mitjana de 14,1 punts, 6,7 rebots i 1,8 assistències per partit. En 2017 va ser inclòs en el millor quintet freshman mentre que en la seva última temporada ho va ser en el segon millor quintet de la Big Ten Conference per la premsa especialitzada. Al final de la seva temporada júnior va anunciar la seva intenció de presentar-se al Draft de la NBA, renunciant al seu últim any d'universitat.
Després de no ser triat en el Draft de la NBA del 2019 va signar contracte amb Denver Nuggets, però va ser acomiadat durant la pretemporada. En el mes d'octubre va ser reclamat pels Cleveland Cavaliers, amb els quals va signar un contracte dual que li permetia jugar també amb l'equip filial, els Canton Charge de la G League.
El 16 de febrer de 2020 va ser traspassat als Oklahoma City Blue a canvi de Vincent Edwards.
El 30 de juny del mateix any signa novament amb els Denver Nuggets fins a final de temporada, amb qui disputaria dues trobades a la bombolla d'Orlando.
La temporada 2020-21, després d'una incorporació frustrada als Minnesota Timberwolves, els Iowa Wolves adquireixen els seus drets per a jugar en la G League. En el mes de febrer signa un contracte de 10 dies amb els Brooklyn Nets. Acaba la temporada amb els Detroit Pistons.
La temporada següent signa amb els Chicago Bulls, convertint en el mes d'octubre el seu contracte en un de dues vies amb els Windy City Bulls de la NBA G League. La 2022-23 va seguir jugant a la G League, però ara amb el Salt Lake City Stars.
L'11 de setembre de 2023 deixa els Estats Units i fitxa pels South East Melbourne Phoenix de la NBL d'Austràlia com a substitut del lesionat Alan Williams.
El 16 de gener de 2023 va fitxar pel Club Joventut Badalona de la lliga ACB fins a final de temporada.